# Ешалан
Ешалан (фр. Échallens) — місто  в Швейцарії в кантоні Во, округ Гро-де-Во.

## Географія
Місто розташоване на відстані близько 75 км на південний захід від Берна, 12 км на північ від Лозанни.
Ешалан має площу 6,7 км², з яких на 22% дозволяється будівництво (житлове та будівництво доріг), 63,8% використовуються в сільськогосподарських цілях, 13,2% зайнято лісами, 1% не є продуктивними (річки, льодовики або гори).

## Демографія
2019 року в місті мешкало 5726 осіб (+10,3% порівняно з 2010 роком), іноземців було 21,1%. Густота населення становила 860 осіб/км².
За віковим діапазоном населення розподілялося таким чином: 23,9% — особи молодші 20 років, 60,3% — особи у віці 20—64 років, 15,8% — особи у віці 65 років та старші. Було 2335 помешкань (у середньому 2,4 особи в помешканні).
Із загальної кількості 2629 працюючих 42 було зайнятих в первинному секторі, 458 — в обробній промисловості, 2129 — в галузі послуг.